# 豊田市立明和小学校
豊田市立明和小学校（とよたしりつ めいわしょうがっこう）は、愛知県豊田市平沢町にある公立小学校。

## 概要
- 明川町、上八木町、大多賀町、五反田町、千田町、平沢町、連谷町が校区であり、公立中学校の進学先は豊田市立足助中学校である[1]。
- 豊田市の小規模特認校に指定されており、一部は豊田市内の別の校区から転入学してきた児童である[2]。
- 旧・東加茂郡足助町の一部（賀茂村）の小学校であった。

## 沿革
創立は1907年（明治40年）である。これは賀茂第二尋常小学校となった年である。ここではそれ以前についても記述する。
- 1873年（明治6年） - 明川村に明月清風校の分校が設置される。
- 1874年（明治7年） - 独立し、明川学校となる。
- 1888年（明治21年） - 尋常小学平沢学校に改称する。
- 1889年（明治22年）10月1日 - 平沢村、連谷村、大多賀村、明川村が合併し、伊勢神村が発足。
- 1893年（明治25年） - 平沢尋常小学校に改称する。
- 1906年（明治39年）5月1日 - 賀茂村、伊勢神村、及び金沢村の一部が合併し、賀茂村となる。
- 1907年（明治40年）1月 - 賀茂第二尋常小学校に改称する。
- 1918年（大正7年）4月 - 賀茂第二実業補習学校を併設する。
- 1941年（昭和16年）4月1日 - 賀茂第二国民学校に改称する。
- 1947年（昭和22年）4月1日 - 賀茂村立明和小学校に改称する。
- 1955年（昭和30年）4月1日 - 足助町、盛岡村、賀茂村、阿摺村が合併し、足助町となる。同時に足助町立明和小学校に改称する。
- 1987年（昭和62年）4月 - 足助町立大多賀小学校[注釈 1]を統合する。
- 2005年（平成17年）4月1日 - 足助町が豊田市へ編入される。同時に豊田市立明和小学校に改称する。